# Francesco De Marchi (volley-ball)
Francesco De Marchi  (né le 17 juin 1986 à Padoue) est un joueur italien de volley-ball. Il mesure 1,93 m et joue réceptionneur-attaquant.

## Clubs
| Club               | De              | À               |
| ------------------ | --------------- | --------------- |
| Sisley Trévise     | 2002-2003       | 22 octobre 2005 |
| Volley Corigliano  | 23 octobre 2005 | mai 2006        |
| Pallavolo Padoue   | 2007-2008       | 2007-2008       |
| Top Volley Latina  | 2008-2009       | 2008-2009       |
| Pallavolo Padoue   | 2009-2010       | 2011-2012       |
| Blu Volley Vérone  | 2012-2013       | 2012-2013       |
| Pallavolo Molfetta | septembre 2013  | 8 janvier 2014  |
| Rennes Volley 35   | jan 2014        | mai 2014        |
| SC Charlottenburg  | 2014-2015       | 2015-2016       |
| Argos Volley       | 19 octobre 2016 | mai 2017        |
| Pallavolo Massa    | sept. 2017      | 11 janvier 2018 |
| Chaumont VB 52     | 12 janvier 2018 | ...             |

## Palmarès
Néant.